# Čiprovské povstání
Čiprovské povstání bylo povstání proti Osmanské říši, které se událo v severozápadním Bulharsku za velké turecké války v roce 1688.
Centrem bylo město Čiprovci a sousední vesnice Železna, Kopilovci a Klisura, ale zasáhlo do mnoha vesnic z okolí Berkovici, Kutlovici a Lomu, v menší míře k Vidinu, Belogradčiku, Pirotu a dalších oblastí. Povstání zorganizovali bulharští katolíci a začalo na jaře 1688, kdy se z Čiprovců vydaly dva oddíly do pomoraví na pomoc habsburským vojskům.
Povstání skončilo neúspěchem a při jeho potlačování bylo zničeno centrum povstaleckých akcí Čiprovci. Významnějším důsledkem povstání byla velká uprchlická vlna Bulharů, kteří se usadili v kompaktních skupinách v různých oblastech uvnitř i vně země. Šlo o později známé banátské Bulhary, obývající oblast Banátu, stejně jako další menšinové skupiny Bulharů.

## Čiprovci pod osmanskou nadvládou

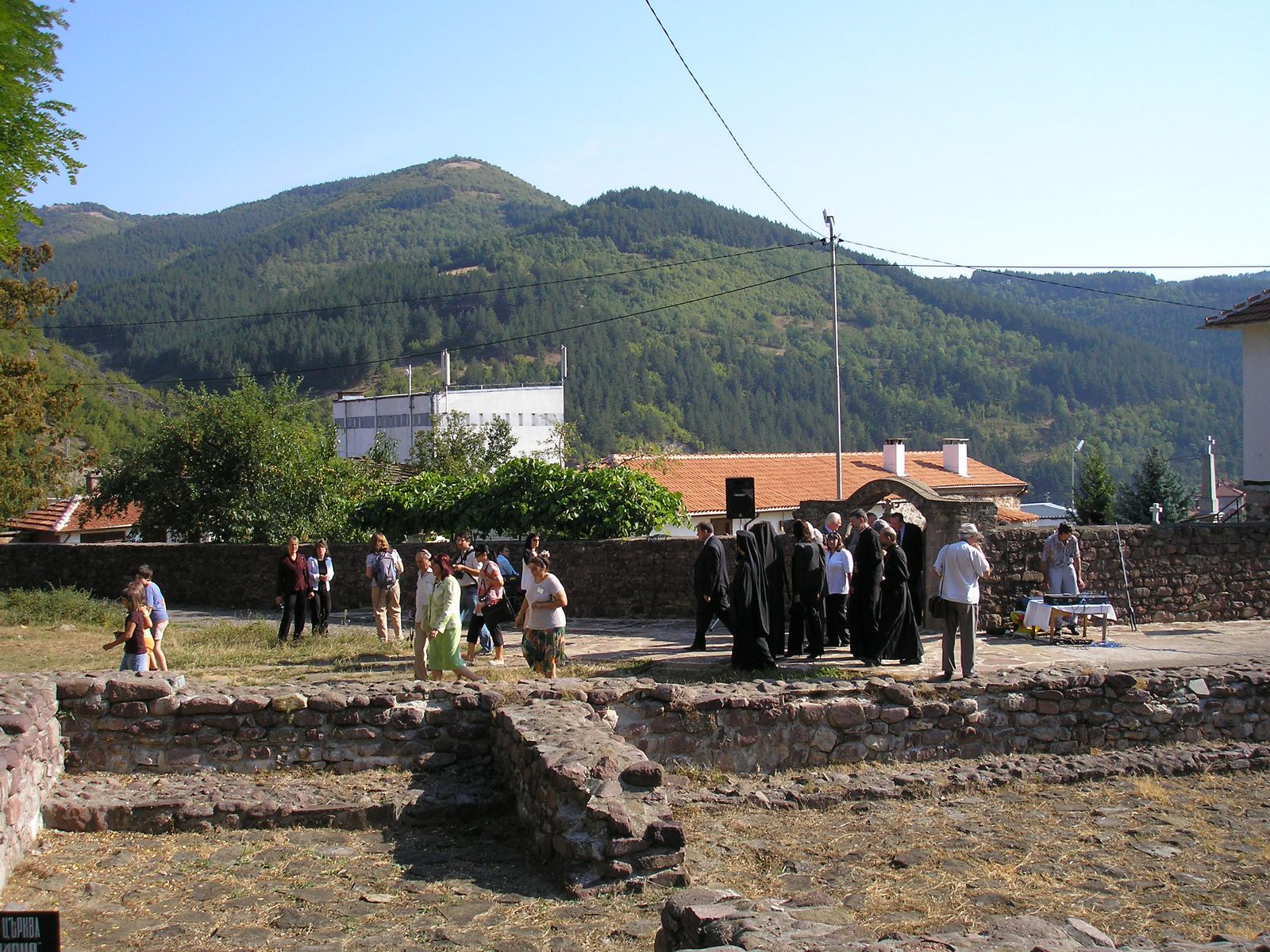
Pozůstatky staré katolické katedrály Panny Marie v Čiprovcích

Během dobývání Bulharska Turci ponechali řadu oblastí a osad mimo osmanský správní systém. Obvykle se jedná o strategicky důležité oblasti, které jsou z praktických důvodů ponechány pod správou staré správy zděděné po druhém bulharském státě. Jako příklad lze uvést tzv. vojnucké osady střežící horské průsmyky a také důležité oblasti těžby kovů, jakou jsou doly okolo Čiprovců. Přestože otázky kolem postavení obyvatel po osmanské invazi nejsou zcela objasněny, se má za to, že si v Čiprovcích do značné míry udržela svou moc křesťanská aristokracie. Z dubrovnických pramenů je známo jméno rodiny Sojmirovičů, jejíž zástupci tam žili. Podle těchto pramenů byl rod až do konce 14. století absolutním vládcem na Čiprovsku. Po osmanské invazi se rodina, nebo alespoň její část, přestěhovala do Dubrovníku, kde se zapojila mezi tamější šlechtu, přičemž nezapomněla na své staré rodové statky. Známy jsou také rody Pejačevičů, Parčevičů, Čerkičů, Markaničů a Kneževičů. V následujícím století se Čiprovci staly trvalým majetkem sultánské rodiny a později majetkem valide sultan. Práva křesťanské samosprávy, přizpůsobená osmanskému vojensko-feudálnímu systému a pravděpodobně založená na rodové aristokracii z dob druhého bulharského státu, se v 16. a 17. století zmenšovala.

## Katolíci v severozápadním Bulharsku
Místní katolictví se váže na příchod saských horníků ve 13. – 15. století. Je možné, že kvůli privilegiím, které měli v bulharském království katolíci jako obchodníci, přešla část tamní elity ke katolicismu.
V oblasti obecně přetrvávaly silně prozápadní nálady, na rozdíl od ostatních bulharských krajů, a to mimo jiné jako pozůstatek křížové výpravy, kterou v roce 1396 zahájil císař svaté říše římské Zikmund proti osmanským Turkům a jejímž jedním z cílů bylo obnovit bulharské království a církevně je spojit s Římem.
Kolem poloviny 17. století se mezi starou čiprovskou aristokracií postupně utvářela myšlenka, že katolická víra by měla být využívána jako prostředek legalizace bulharské národní myšlenky jak na bulharském území, tak před katolickým západem, a přeměnit ji v národní instituci, která bude založena na obnoveném bulharském státě. Tyto myšlenky tak kromě Čiprovského povstání představují rovněž počátky bulharského národního obrození.

## Příprava

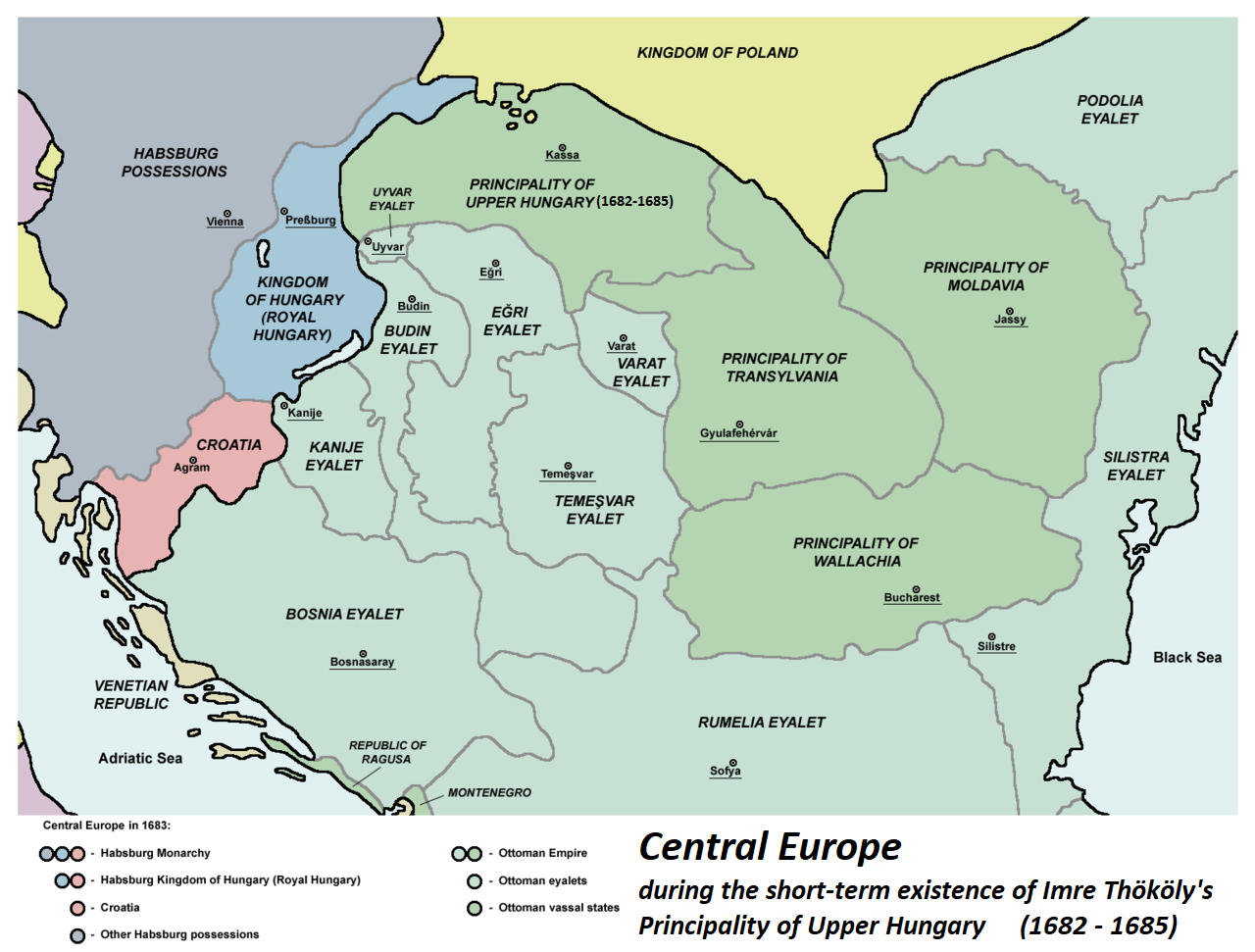
Hranice v jihovýchodní Evropě před rakousko-tureckou válkou v roce 1683 a čiprovským povstáním

V polovině 17. století se k těmto faktorům přidaly další historické události.
V letech 1630 – 1645 vedl biskup Petǎr Parčevič, vysoce vzdělaný bulharský katolický duchovní 1645 a diplomat, širokou diplomatickou kampaň mezi křesťanskými vládci ve střední Evropě. Spolu s biskupem Petrem Bogdanim a Francescem Sojmirovičem navštívili rakouského panovníka Ferdinanda III. (1637 – 1657) a polsko-litevského krále Zikmunda III. (1587 – 1632) a jeho nástupce Vladislava IV. (1632 – 1648), stejně jako valašského knížete Matěje Basaraba (1632 – 1654).
Kolem roku 1647 se Osmané v souvislosti s válkou s Janovem o ostrov Kréta téměř úplně stáhli ze severozápadního Bulharska a Matěj Basarab tam vyslal posly a slíbil 20 000 vojáků k podpoře povstání. V rozhodující chvíli však zemřel Zikmund III. (20. května 1648) a povstání bylo odvoláno.
Po neúspěchu tažení odjel biskup Petǎr Parčevič spolu s čiprovským místodržitelem Francescem Markaničem do Benátek a poté k novému polskému králi Janu Kazimírovi (1648 – 1668) a také na rakouský královský dvůr, ale všude je odmítli. Biskup Parčevič se také setkal s papežem Inocencem X. a po roce 1651 navštívil Německo, Uhry, Sedmihradsko a Valašsko. Neúspěch těchto misí a neochota Habsburků a Polska vést protiosmanskou koalici však i v tomto bodě zmařily vypuknutí povstání.
V roce 1671 vypukla polsko-turecká válka, která aktivizovala činnost biskupa Parčeviče a biskupa Petǎra Bogdana. Koalice proti Turkům však opět nevznikla. Biskup Petǎr Parčevič zemřel v Římě 23. července 1674. V září téhož roku zemřel i biskup Petǎr Bogdan.
12. září 1683 zasadil Osmanům polský král Jan Sobieski (1674 – 1696) zdrcující porážku u Vídně, po které byli vytlačeni ze střední Evropy. V trvající válce utrpěla dosud vzkvétající Osmanská říše drtivé rány. Obrovské náklady spojené s neúspěšnými vojenskými taženími donutily osmanské sultány uchýlit se k uvalení přemrštěných daní a odebrání některých privilegií určitým kategorií křesťanů. Habsburská monarchie a valašská knížectví měly také aspirace na severozápadní osmanská území. Na jaře roku 1684 uzavřeli Habsburkové a Polsko spojenectví proti Osmanům a jeho součástí se staly i Benátky. V roce 1686 do ní bylo zahrnuto i Rusko a tentokrát koalice sama požádala o pomoc bulharské katolíky.

## Vojenské akce

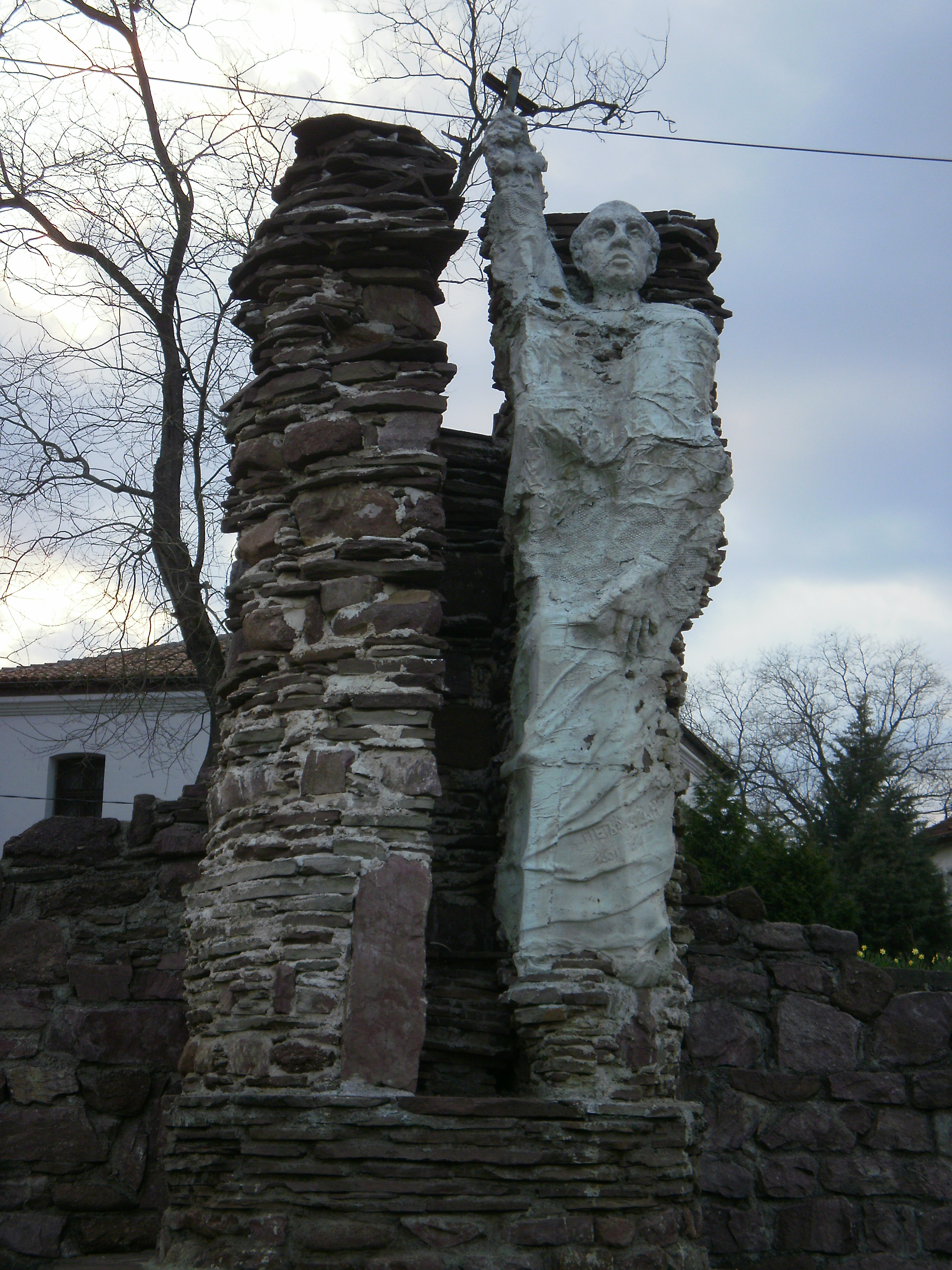
Pomník Petra Bogdana v Čiprovcích

Už v únoru 1688 arcibiskup Stefan Kneževič napsal, že v Čiprovcích jsou připraveni povstat a čekají jen na postup habsburské armády. Pod vedením Georgi Pejačeviče a Bogdana Marinova vyrazily na jaře z města směrem k Moravě dvě povstalecké čety a po samostatných střetech s osmanskými jednotkami dosáhly Bačky a Banátu, které byly pod kontrolou Habsburků, a daly se k dispozici jejich velení. V červnu a červenci se zapojily do bojů, včetně dobytí důležité pevnosti Oršava, přičemž Pejačevičova četa byla přeměněna na jezdecký oddíl.
Podle předběžného plánu se z katolických vesnic kolem Čiprovců shromáždilo 8 oddílů v síle asi 800 mužů, což bylo ve srovnání se zdejší populací 6 560 lidí hodně. Potřeba rozšířit povstání vyžadovalo postupovat na východ a sever, aby se vzbouřilo co nejvíce vzdálených osad a zorganizovala obrana v průsmycích Staré planiny proti tureckým jednotkám vyslaným ze Sofie. Rozhodující pro úspěch povstání bylo spojení s povstalci v Srbsku a Rakušany postupem na západ. Začala výstavba opevnění na ochranu povstaleckých osad a skladování potravin a krmiva pro armádu a obyvatelstvo.
V srpnu Stefan Kneževič ze strachu z represálií osmanů proti Čiprovcům napsal císaři Leopoldovi I. žádost o pomoc. V reakci na to bylo do Čiprovců posláno šest pluků s dělostřelectvem, kterým velel generál Donat Johann Heissler von Heitersheim, a v jejich předvoji jely jízdní oddíly Pejačeviče, László Csákiho a Marinova. Když se pravidelná armáda přibližovala, přidávaly se k ní dobrovolníci a potom čtyři oddíly z Čiprovců a Kopilovců a jejich celkový počet se odhaduje na 20 tisíc. Pejačevič se rozhodl pro útočnou strategii a okamžitě vyvedl svou armádu do nedaleké Kutlovici. Útok byl krátký, zuřivý a nemilosrdný. Ve zprávě z 22. října pro Kongregaci pro šíření víry, napsané několik dní poté, napsal svědek událostí arcibiskup Stefan Kneževič, že během dobývání velké převážně turecké vesnice Kutlovica byli Turci vyhubeni. Brutální masakr v Kutlovici měl také vojenský účel, zabránit tomu, aby se bezprostředně v týlu povstalců nevyskytovali bašibozuci. Povstalci po vítězství u Kutlovice postoupili po silnici do Vidinu 15 km na severozápad, kde si v oblasti Žeravica rozložili tábor. Zůstali tam a čekali na zprávy a rozkazy z rakouského velitelství. K podobnému masakru zajaté turecké posádky, kterému velel také Geogri Pejačevič, došlo v Oršavě.
Ve Vidinu Bulhaři nepovstali. Posádka Turků a uherských protestantů pod velením hraběte Tökölyho byla příliš silná a takový pokus by byl předem odsouzen k nezdaru. Proto tajně sestavili vlastní oddíl, který se pod velením kapitána Chorvata připojil k oddílu vedenému Pejačevičem, a informovali ho, že Rakušané opustili svůj plán dobýt Vidin.
Polovina povstalců z Čiprovska zůstala v táboře v oblasti Žeravica, kde nastal klid díky chybějícímu pocitu bezprostředního ohrožení. K obraně Čiprovců byl vydělen malý oddíl. Turecké úřady mezitím přijaly opatření k potlačení povstání. Sofijský bejlerbej vyslal k Čiprovcům elitní jednotku 3 000 speciálně vycvičených vojáků. Zatímco se Pejačevičův oddíl rychlým tempem vracel z nájezdu na Vidinsko, síly ze Sofie dosáhly 18. října oblasti Žeravica a zaútočily na povstalce. Díky snížené ostražitosti v táboře byly ve výhodě a povstalci museli ze slabého opevnění ustoupit na sever do dnes již zaniklé vesnice. Tím snížili tak výhodu početní převahy a vysoké bojeschopnosti nepřítele a podařilo se jim zpočátku útok zastavit. Po několika dalších odražených útocích začaly jejich řady vážně řídnout, protože se kvůli obětem rozprchly jejich posily z okolních vesnic. Povstalecká vojska byla poražena osmanskými vojsky a jejich uherskými spojenci v čele s hrabětem Imrem Tökölym. K likvidaci ohnisek odporu ponechali Turci v táboře dostatečnou sílu a zkratkami se vydali směrem k Čiprovcům. V údolí vesnice Čeljustnica se turecká kolona a uherští protestanti v čele s hrabětem Imrem Tökölym srazili s hlavní rotou Pejačevičovy jízdy sestupující údolím Ogosty. K postavení bojových linií nebyl čas a na bojišti nebylo moc manévrovacího prostoru. Povstalci zatlačili turecké jednotky zpět přes kopec a časem postoupili až ke svým spolubojovníkům u Žeravici, kteří stále vzdorovali.
Povstalečtí velitelé si byli vědomi, že bez vnější pomoci Bulhaři své nepřátele porazit nemohou. Jejich cílem bylo co nejdéle zdržet turecký postup směrem na Čiprovsko, aby jejich rodiny mezitím stačily opustit osady hledat spásu útěkem po horských stezkách. Čiprovci padly po hrdinské obraně a byly zcela zničeny spolu s okolními vesnicemi Kopilovcemi, Železnou a Klisurou. Útěk se podařil 2 – 3 tisícům lidí, 100 lidí bylo zmasakrováno a zbytek, odhadovaný na 800 až 2 000 lidí, byl odveden do otroctví. Většinu zajatců vykoupili jejich příbuzní a plovdivští katolíci, jejichž vesnicemi procházely karavany otroků. Tvrdí se, že katolická církev vykoupila z otroctví malou skupinu žen a dětí od Turků, kteří se usadili ve vesnici Sekirovo. Z rodu stanislavovských vojvodů bylo osm lidí odvedeno do otroctví a pouze tři se podařilo vykoupit.
V následujících měsících odpor pokračoval a postupně se zbytky povstalecké armády proměnily v hajducké oddíly. V té době byly rakouské jednotky za Balkánem nečinné a Rakušané dobyli Vidin až na podzim 1689. Podle katolického historika Blasia Kleinera z 18. století se pravoslavní aktivně podíleli na potlačení povstání, protože dali přednost „tureckému sultánovi před katolickým císařem“. Na druhé straně moderní bulharská historiografie stvrdí, že se do řad povstalců přidalo mnoho pravoslavných křesťanů.

## Důsledky
Povstání a jeho potlačení způsobilo masivní vlnu přesídlení z celého severozápadního Bulharska, většinou na západ a sever, do oblastí ovládaných křesťany. Hlavní trasy, po nichž se bez dalších obětí uprchlíkům podařilo před pronásledovateli uniknout, byly dvě. První, přes Starou planinu na západ do Slavonie, uniklo 600 bojovníků z oddílu Georgiho Pejačeviče s ještě větším počtem žen a dětí; dá se předpokládat, že to bylo celkem asi 1 200 – 1 800 lidí. Druhou, na sever přes Dunaj do Valašska vedenou arcibiskupem Stefanem Kneževičem a kopilovskými bratry Nikolou a Gjurou Kačamagaovými, přešlo podle zprávy arcibiskupa Kneževiče 3 000 lidí. V Banátské oblasti dnes žije bulharská menšina, neboť kromě obyvatel Čiprovců jsou to také potomci paulikiánů z Nikopole a Svištova, kteří se tam přestěhovali na konci 17. století.
Mnoho uprchlíků, kteří přešli na Valašsko, se přesunulo spolu s polovojenskými jednotkami do jižního Uherska se usadilo v okolí Nového Sadu, Petrovaradínu a Osijeku, kde po dlouhou dobu žili zástupci prominentních rodin Pejačevičů, Čerkinů a Parčevičů.
Za velké srbské migrace odešla se Srby další skupina uprchlíků na sever a dosáhla oblasti Budy. Zde vytvořili vlastní oddělenou čtvrť města Szentendre a postavili svůj kostel s patronem svatým Mikulášem, známý jako „Kiprovačka“. Díky svým barokním budovám je město v současnosti architektonickou rezervací včetně pozoruhodné bývalé pobřežní bulharské čtvrti.
Některé bulharské oddíly byly zařazeny do posádek v oblasti Karansebeše. Po skončení války v roce 1699 zůstalo toto město na osmanském území a Bulhaři se přestěhovali z oblasti Mureše do několika vesnic východně od Aradu, ale po jeho dobytí Habsburky v roce 1718 se vrátili do Karansebeše. Zbývající uprchlíci se na Valašsku usadili v různých městech Olténie, kde již v předchozích desetiletích existovaly čiprovské kolonie. Nejstabilnější komunity byly vytvořeny v Craiově, Rimniku a Bradiceni. Nejistá situace na Valašsku, vystavenému nájezdům tatarských tlup, přiměla některé uprchlíky hledat útočiště v Transylvánii, kde však čelili nesouhlasu místních protestantů.
Další stovky uprchlíků z menších skupin byly zachráněny ve Zlatarice, Eleně, Kotli, Plovdivu, kde založili dnešní Miromirskou čtvrť města Chisarja, v Pirotsku a okolí Trnu, kde dodnes se jim říká „špacir“, Kjustendilu, v caribrodských vesnicích Goljamo a Malo Malovo a Rajanovci, v okolí Lomu a Berkovici.
Podle osmanských soupisů nezůstal v dotčených osadách jedenáct let po událostech „ani jeden člověk“. Vesnice Klisura nebyla nikdy obnovena. Traduje se, že její obyvatelé zůstali ukryti v oblasti a dnešní obyvatelé vesnice Ravna jsou jejich potomky.
Čiprovské povstání ukončilo status severozápadního Bulharska jako nárazníkové zóny mezi Osmanskou říší a habsburskými zeměmi. Katolický vliv v této oblasti skončil. Sídlo sofijské katolické diecéze bylo přesunuto z Čiprovců do Plovdivu. Značně poklesl význam Čiprovců jako kulturního a ekonomického centra.